# Корсгиард, Кристин
Кристин Корсгиард (Christine Marion Korsgaard; род. 9 апреля 1952, Иллинойс) — американский учёный-философ, кантовед. Профессор Гарвардского университета, член Американской академии искусств и наук (2001), членкор Британской академии (2015).

## Биография
Окончила Иллинойсский университет (бакалавр философии, 1974).
В 1981 году получила степень доктора философии в Гарварде.
Ученица Джона Ролза.
Преподавала философию в Йеле, Калифорнийском университете в Санта-Барбаре и Чикагском университете.
С 1991 года преподаёт в Гарвардском университете, ныне именной профессор (Arthur Kingsley Porter Professor) философии; с 1996 по 2002 год заведующая кафедрой философии, с 2004 по 2012 год директор образовательных штудий по философии.
В 2008—2009 годах президент Восточного дивизиона Американской философской ассоциации.
В 1992 году читала Tanner Lectures on Human Values, в 2002 году — оксфордские John Locke Lectures (первая удостоенная женщина), в 2014 году — оксфордский Uehiro Lecturer (и почётный фелло).
Удостоилась почётных докторских степеней от Иллинойсского (2004) и нидерландского Гронингенского (2014) университетов.
Отмечена Mellon Distinguished Achievement Award.
Автор четырёх книг: The Sources of Normativity (Cambridge, 1996; на основе её Tanner Lectures), Creating the Kingdom of Ends (Cambridge, 1996), Constitution of Agency (Oxford, 2008), Self-Constitution: Agency, Identity, and Integrity (Oxford, 2009). Являлась одним из редакторов Reclaiming the History of Ethics: Essays for John Rawls (Cambridge, 1997).